# Gomilica (Słowenia)
Gomilica (węg. Lendvaszentjózsef) – wieś w Słowenii, w gminie Turnišče. 1 stycznia 2018 liczyła 612 mieszkańców.